# Heliodoro Charis
Gral. Heliodoro Charis Castro (3 de julio de 1896-26 de abril de 1964) fue un militar mexicano que participó en la Revolución mexicana y en la Guerra Cristera. 

## Revolución
Nació en el 3 de julio de 1896 en Juchitán de Zaragoza, Oaxaca. Su origen indígena y humilde le privaron de ir a la escuela, por lo que no sabía leer ni escribir. A la edad de 15 años se da de alta en el Ejército Revolucionario cuando su padre se une al Movimiento Oaxaqueño en favor de Francisco I. Madero de Benito Juárez Maza, hijo de Benito Juárez. Se identificó con los ideales de José F. Gómez, por lo que peleó contra los federales al lado de los Generales Merodio, Gamboa y Zozoya. Con la Decena Trágica, Charis se levanta en Armas en contra de Victoriano Huerta junto a José M.F. Gómez.

## Guerra Cristera y Política
Se adhirió al Plan de Agua Prieta, y poco después se unió a las Fuerzas de Álvaro Obregón. Fue nombrado General Brigadier por el General Álvaro Obregón y desde entonces causó alta en el Ejército Federal con ese grado, además de ser diputado federal por el 17 distrito electoral del Estado de Oaxaca a la XXXII Legislatura y Jefe de operaciones militares en el Estado de Colima, el 6 de octubre de 1929 es nombrado Jefe de Operaciones Militares en el Estado de Querétaro. Es herido en la Batalla de Ocotlán, aunque gana la batalla. Participa en la Campaña Yaqui en Sonora, derrotando al enemigo sin sufrir ni una sola baja. Detiene e invade la Guarnición militar ubicada en Ayahualulco, Veracruz donde se pretendía detener al General Arnulfo R. Gómez en 1927. El 24 de mayo participa  en el Asalto de Manzanillo o Batalla de Manzanillo, donde hubo 123 muertos del ejército Cristero y 29 soldados Federales, victoria que lo consolidó como uno de los mejores Generales de la época.